# U17-Europamästerskapet i fotboll för damer
U17-Europamästerskapet i fotboll för damer hade premiär 2008. Den 22 maj 2006 beslutade UEFA:s exekutivekommitté att från 2007-2008 sparka igång turneringen. 2011 meddelades att turneringen skulle utökas från fyra till åtta lag.

## Resultat
Finaler.
| År   | Värdnation              | Final                                                   | Final                                                   | Final                                                   | Match om tredjepris                                     | Match om tredjepris                                     | Match om tredjepris                                     |                                                         |
| År   | Värdnation              | Vinnare                                                 | Resultat                                                | Tvåa                                                    | Trea                                                    | Resultat                                                | Fyra                                                    |                                                         |
| ---- | ----------------------- | ------------------------------------------------------- | ------------------------------------------------------- | ------------------------------------------------------- | ------------------------------------------------------- | ------------------------------------------------------- | ------------------------------------------------------- | ------------------------------------------------------- |
| 2008 | Schweiz                 | Tyskland                                                | 3–0                                                     | Frankrike                                               | Danmark                                                 | 4–1                                                     | England                                                 |                                                         |
| 2009 | Schweiz                 | Tyskland                                                | 7–0                                                     | Spanien                                                 | Frankrike                                               | 3–1                                                     | Norge                                                   |                                                         |
| 2010 | Schweiz                 | Spanien                                                 | 0–0 (4–1 str.)                                          | Irland                                                  | Tyskland                                                | 3–0                                                     | Nederländerna                                           |                                                         |
| 2011 | Schweiz                 | Spanien                                                 | 1–0                                                     | Frankrike                                               | Tyskland                                                | 8–2                                                     | Island                                                  |                                                         |
| 2012 | Schweiz                 | Tyskland                                                | 1–1 (4–3 str.)                                          | Frankrike                                               | Danmark                                                 | 0–0 (5–4 str.)                                          | Schweiz                                                 |                                                         |
| 2013 | Schweiz                 | Polen                                                   | 1–0                                                     | Sverige                                                 | Spanien                                                 | 4–0                                                     | Belgien                                                 |                                                         |
| 2014 | England                 | Tyskland                                                | 1–1 (3–1 str.)                                          | Spanien                                                 | Italien                                                 | 0–0 (4–3 str.)                                          | England                                                 |                                                         |
| 2015 | Island                  | Spanien                                                 | 5–2                                                     | Schweiz                                                 | Frankrike · Tyskland                                    | Match om tredjepris spelades ej.                        | Match om tredjepris spelades ej.                        |                                                         |
| 2016 | Vitryssland             | Tyskland                                                | 0–0 (3–2 str.)                                          | Spanien                                                 | England                                                 | 2–1                                                     | Norge                                                   |                                                         |
| 2017 | Tjeckien                | Tyskland                                                | 0–0 (3–1 str.)                                          | Spanien                                                 | Nederländerna · Norge                                   | Match om tredjepris spelades ej.                        | Match om tredjepris spelades ej.                        |                                                         |
| 2018 | Litauen                 | Spanien                                                 | 2–0                                                     | Tyskland                                                | Finland                                                 | 2–1                                                     | England                                                 |                                                         |
| 2019 | Bulgarien               | Tyskland                                                | 1–1 (3–2 str.)                                          | Nederländerna                                           | Portugal · Spanien                                      | Match om tredjepris spelades ej.                        | Match om tredjepris spelades ej.                        |                                                         |
| 2020 | Sverige                 | Mästerskapet ställdes in på grund av covid-19-pandemin. | Mästerskapet ställdes in på grund av covid-19-pandemin. | Mästerskapet ställdes in på grund av covid-19-pandemin. | Mästerskapet ställdes in på grund av covid-19-pandemin. | Mästerskapet ställdes in på grund av covid-19-pandemin. | Mästerskapet ställdes in på grund av covid-19-pandemin. | Mästerskapet ställdes in på grund av covid-19-pandemin. |
| 2021 | Färöarna                | Mästerskapet ställdes in på grund av covid-19-pandemin. | Mästerskapet ställdes in på grund av covid-19-pandemin. | Mästerskapet ställdes in på grund av covid-19-pandemin. | Mästerskapet ställdes in på grund av covid-19-pandemin. | Mästerskapet ställdes in på grund av covid-19-pandemin. | Mästerskapet ställdes in på grund av covid-19-pandemin. | Mästerskapet ställdes in på grund av covid-19-pandemin. |
| 2022 | Bosnien och Hercegovina | Tyskland                                                | 2–2 (3–2 str.)                                          | Spanien                                                 | Frankrike                                               | 2–0                                                     | Nederländerna                                           |                                                         |
| 2023 | Estland                 | Frankrike                                               | 3–2                                                     | Spanien                                                 | England · Schweiz                                       | Match om tredjepris spelades ej.                        | Match om tredjepris spelades ej.                        |                                                         |
| 2024 | Sverige                 | Spanien                                                 | 4–0                                                     | England                                                 | Polen                                                   | 2–2 (4–2 str.)                                          | Frankrike                                               |                                                         |
| 2025 | Färöarna                | Nederländerna                                           | 2–1                                                     | Norge                                                   | Frankrike · Italien                                     | Match om tredjepris spelades ej.                        | Match om tredjepris spelades ej.                        |                                                         |
| 2026 | Nordirland              |                                                         | –                                                       |                                                         |                                                         | –                                                       |                                                         |                                                         |

### Fotnoter
1. ↑  ”Women's EURO and U17s expanded”. UEFA. 8 december 2011. http://www.uefa.com/womenseuro/news/newsid=1731832.html. Läst 8 december 2011.
2. ↑  ”European Women's U-17 Championship”. RSSSF. http://www.rsssf.com/tablese/eur-women-u17.html. Läst 27 mars 2014.
3. ↑  ”2020 Women's U17 finals cancelled” (på engelska). Uefa.com. 18 mars 2020. https://www.uefa.com/womensunder17/news/025b-0ef55ce45488-054140959661-1000--2020-women-s-u17-finals-cancelled/. Läst 29 oktober 2020.
4. ↑  ”2020/21 Women's Under-17 EURO cancelled”. uefa.com. 18 december 2020. https://www.uefa.com/womensunder17/news/0264-111e1a448a37-c90ce3c15f67-1000--2020-21-women-s-u17-euro-cancelled/. Läst 8 maj 2022.